# Университет Восточной Англии
Университет Восточной Англии (University of East Anglia, UEA) — общественный исследовательский университет в г. Норидже графства Норфолк Восточной Англии Великобритании. Основан в 1963 году. Структурно состоит из четырёх факультетов и 26 школ. Обучается здесь более 15 тыс. студентов. Кампус расположен близ Нориджа. Вуз известен своим междисциплинарным подходом.
По мировым рейтингам университетов — в ARWU (2017) входит в четвертую сотню, в QS (2018) — в третью, в THE (2018) — вторую.
В 1978 году при нём открылся Центр изобразительных искусств Сейнсбери (Sainsbury Centre for Visual Arts).
В 2000 году был открыт университетский спортивный парк, включающий бассейн с подходящим для Олимпийских игр размером, принимающий международные встречи.
Выпускается студенческая газета «Concrete» (тираж 5 тыс. экз.).
Школу экологических наук университета называют первой подобного рода институцией, появившейся в мире.